# تازة كند (حومة)
تازة كند هي قرية في مقاطعة سراب، إيران. عدد سكان هذه القرية هو 586 في سنة 2006.